# Minecraft: Story Mode
Minecraft: Story Mode je point-and-click videohra rozdělená na epizody, vyvinutá a vydaná společností Telltale Games na základě videohry Minecraft od Mojang Studios. Prvních pět epizod bylo vydáno mezi říjnem 2015 a březnem 2016. Další tři epizody byly vydány jako stahovatelný obsah (DLC) v polovině roku 2016. Druhá sezóna uskupena z pěti epizod byla vydána v roce 2017.
Hra má stejný epizodický formát jako ostatní tituly od Telltale Games. Funguje na stejné bázi jako v The Walking Dead, The Wolf Among Us, Tales from the Borderlands a Game of Thrones.

## Příběh
Příběh se točí kolem Jesseho. Obyčejného člověka, který se později spolu se svými přáteli stane skutečným hrdinou. Během prvních čtyř epizod se Jesse a jeho přátelé pokoušejí znovu sestavit starou skupinu hrdinů známou jako Order of the Stone, aby zachránili Overworld před ničivou bouří Wither Storm.
Zbytek první sezóny sleduje Jesseho a jeho přátele, kteří bádají po mocném artefaktu. Ve druhé sezóně se Jesse postaví mocnému Adminovi.

## Vydání
Hra byla k dispozici pro Windows, macOS, PlayStation 3, PlayStation 4, Wii U, Nintendo Switch, Xbox 360, Xbox One, Android, iOS a Apple TV. Obě sezóny se však staly nehratelnými kvůli ukončení činnosti společnosti Telltale Games na konci roku 2018. Následně byla celá herní série ukončena. Ukončení zhatilo i plánované uvedení na Netflix.